# Dreikampf-Weltmeisterschaft für Nationalmannschaften 1989

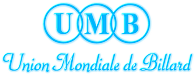
Logo UMB (ausrichtender Verband)

Die Dreikampf-Weltmeisterschaft für Nationalmannschaften 1989 war das erste Mannschaftsturnier im Dreikampf. Das Turnier fand vom 19. bis zum 22. Januar 1989 in Essen statt.

## Geschichte
Auf Antrag des Deutschen Billard Bundes wurde 1989 eine Dreikampf-Weltmeisterschaft für Nationalmannschaften eingeführt. Sie startete unter dem internationalen Namen World-Team-Championship (WTC). Vorbild war die in den Niederlanden seit Jahren sehr erfolgreiche Fünfkampf-Europameisterschaft für Nationalmannschaften (TEP). Durch die kurzfristige Absage von Brasilien und einer Südamerikaauswahl wurden die Teams von Belgien II und Österreich II in das Turnier integriert. Durch den Sieg der Europaauswahl war das Ergebnis für viele Interessierte nicht sehr gut vermittelbar. Das zweite Turnier fand dann auch nur für Länder-Nationalmannschaften statt.

## Gemeldete Mannschaften
| Disziplin  | Ägypten      | Belgien I          | Belgien II       |
| ---------- | ------------ | ------------------ | ---------------- |
| Einband    | Mohsen Fouda | Willy Leman        | Frédéric Caudron |
| Cadre 71/2 | Zein Abdou   | Philippe Deraes    | Willy Wesenbeek  |
| Dreiband   | Mohamed Diab | Raymond Steylaerts | Josef Gijsels    |

| Disziplin  | Dänemark           | Deutschland I      | Deutschland II   |
| ---------- | ------------------ | ------------------ | ---------------- |
| Einband    | Karsten Lieberkind | Thomas Wildförster | Norbert Ohagen   |
| Cadre 71/2 | Dan Nielsen        | Wolfgang Zenkner   | Fabian Blondeel  |
| Dreiband   | Kurt Thögersen     | Günter Siebert     | Hans-Jürgen Kühl |

| Disziplin  | Europa         | Japan           | Niederlande  |
| ---------- | -------------- | --------------- | ------------ |
| Einband    | Antonio Oddo   | Tadashi Machida | Hans Vultink |
| Cadre 71/2 | Fonsy Grethen  | Konichi Tsuji   | Jos Bongers  |
| Dreiband   | Jorge Theriaga | Yoshihiko Mano  | Dick Jaspers |

| Disziplin  | Österreich I    | Österreich II | Schweiz           |
| ---------- | --------------- | ------------- | ----------------- |
| Einband    | Franz Stenzel   | Gerhard Ralis | Armin Grimm       |
| Cadre 71/2 | Stephan Horvath | Kurt Mastny   | Sotiris Psiskonis |
| Dreiband   | Christoph Pilss | Johann Scherz | Jürg Hertli       |

## Turniermodus
Es wurde mit drei Mannschaften pro Gruppe im Round-Robin-System gespielt. Die Gruppensieger zogen ins Halbfinale ein.
Die Spieldistanzen:
Einband: 100 Punkte.
Cadre 71/2: 200 Punkte
Dreiband: Gruppenspiele: 2 GS bis 15 Punkte. Ab Halbfinale: 3 GS bis 15 Punkte.
Bei einem Unentschieden (Einband, Cadre 71/2) wurde eine Verlängerung bis 10 % der Partiedistanz gespielt.
Die Wertung für die Endtabelle:
1. MP = Matchpunkte
2. PP = Partiepunkte
3. VMGD = Verhältnismäßiger Mannschafts Generaldurchschnitt

## Spiele

### Gruppe A
| Disziplin           | Name                | MP  | PP       | Pkt. | Aufn. | GD    | BED   | HS | VGD    |
| ------------------- | ------------------- | --- | -------- | ---- | ----- | ----- | ----- | -- | ------ |
| (49,86) vs. (84,13) | (49,86) vs. (84,13) | 2:0 | 4:2      |      |       |       |       |    |        |
| Einband             | Hans Vultink        | –   | 2:0      | 100  | 29    | 3,44  | 3,44  | 19 | 37,33  |
| Einband             | Tadashi Machida     | –   | 0:2      | 97   | 29    | 3,34  | –     | 22 | 35,66  |
| Cadre 71/2          | Jos Bongers         | –   | 2:0      | 200  | 9     | 22,22 | 22,22 | 71 | 64,06  |
| Cadre 71/2          | Konichi Tsuji       | –   | 0:2      | 110  | 9     | 12,22 | –     | 57 | 30,73  |
| Dreiband            | Dick Jaspers        | –   | 0:2(0:2) | 19   | 24    | 0,791 | –     | 4  | 48,20  |
| Dreiband            | Yoshihiko Mano      | –   | 2:0(2:0) | 30   | 25    | 1,200 | 1,200 | 5  | 186,00 |

| Disziplin           | Name                | MP  | PP       | Pkt. | Aufn. | GD    | BED   | HS | VGD    |
| ------------------- | ------------------- | --- | -------- | ---- | ----- | ----- | ----- | -- | ------ |
| (65,98) vs. (70,10) | (65,98) vs. (70,10) | 2:0 | 4:2      |      |       |       |       |    |        |
| Einband             | Antonio Oddo        | –   | 2:0      | 100  | 18    | 5,55  | 5,55  | 23 | 69,28  |
| Einband             | Tadashi Machida     | –   | 0:2      | 42   | 18    | 2,33  | –     | 15 | 17,57  |
| Cadre 71/2          | Fonsy Grethen       | –   | 2:0      | 200  | 7     | 28,57 | 28,57 | 70 | 84,48  |
| Cadre 71/2          | Konichi Tsuji       | –   | 0:2      | 32   | 7     | 4,57  | –     | 12 | 9,14   |
| Dreiband            | Jorge Theriaga      | –   | 0:2(1:2) | 27   | 35    | 0,771 | –     | 3  | 44,20  |
| Dreiband            | Yoshihiko Mano      | –   | 2:0(2:1) | 43   | 36    | 1,194 | 1,194 | 5  | 183,60 |

| Disziplin            | Name                 | MP  | PP       | Pkt.    | Aufn. | GD    | BED   | HS  | VGD    |
| -------------------- | -------------------- | --- | -------- | ------- | ----- | ----- | ----- | --- | ------ |
| (123,47) vs. (93,47) | (123,47) vs. (93,47) | 2:0 | 4:2      |         |       |       |       |     |        |
| Einband              | Antonio Oddo         | –   | 0:2      | 83      | 15    | 5,53  | –     | 22  | 69,00  |
| Einband              | Hans Vultink         | –   | 2:0      | 100     | 15    | 6,66  | 6,66  | 34  | 94,60  |
| Cadre 71/2           | Fonsy Grethen        | –   | 2:0      | 200(20) | 6     | 33,33 | 33,33 | 58  | 98,08  |
| Cadre 71/2           | Jos Bongers          | –   | 0:2      | 200(2)  | 6     | 66,66 | 66,66 | 125 | 98,08  |
| Dreiband             | Jorge Theriaga       | –   | 2:0(2:1) | 40      | 32    | 1,250 | 1,250 | 6   | 203,33 |
| Dreiband             | Dick Jaspers         | –   | 0:2(1:2) | 31      | 31    | 1,000 | –     | 4   | 113,33 |

| Platz | Land        | MP  | PP  | VMGD  | BVMGD |
| ----- | ----------- | --- | --- | ----- | ----- |
| 1     | Europa      | 4:0 | 8:4 | 91,07 | –     |
| 2     | Niederlande | 2:2 | 6:6 | 72,23 | –     |
| 3     | Japan       | 0:4 | 4:8 | 77,04 | –     |

### Gruppe B
| Disziplin             | Name                  | MP  | PP       | Pkt. | Aufn. | GD    | BED   | HS | VGD    |
| --------------------- | --------------------- | --- | -------- | ---- | ----- | ----- | ----- | -- | ------ |
| (84,68) I vs. (15,79) | (84,68) I vs. (15,79) | 2:0 | 6:0      |      |       |       |       |    |        |
| Einband               | Thomas Wildförster    | –   | 2:0      | 100  | 22    | 4,54  | 4,54  | 35 | 54,85  |
| Einband               | Mohsen Fouda          | –   | 0:2      | 53   | 22    | 2,40  | –     | 15 | 18,57  |
| Cadre 71/2            | Wolfgang Zenkner      | –   | 2:0      | 200  | 12    | 16,66 | 16,66 | 51 | 45,53  |
| Cadre 71/2            | Zein Abdou            | –   | 0:2      | 131  | 12    | 10,91 | –     | 26 | 24,55  |
| Dreiband              | Günter Siebert        | –   | 2:0(2:0) | 30   | 27    | 1,111 | 1,111 | 5  | 153,66 |
| Dreiband              | Mohamed Diab          | –   | 0:2(0:2) | 5    | 26    | 0,192 | –     | 2  | 4,26   |

| Disziplin              | Name                   | MP  | PP       | Pkt. | Aufn. | GD    | BED   | HS | VGD    |
| ---------------------- | ---------------------- | --- | -------- | ---- | ----- | ----- | ----- | -- | ------ |
| (86,41) II vs. (27,88) | (86,41) II vs. (27,88) | 2:0 | 6:0      |      |       |       |       |    |        |
| Einband                | Gerhard Ralis          | –   | 2:0      | 100  | 20    | 5,00  | 5,00  | 23 | 61,42  |
| Einband                | Mohsen Fouda           | –   | 0:2      | 94   | 20    | 4,70  | –     | 15 | 57,14  |
| Cadre 71/2             | Kurt Mastny            | –   | 2:0      | 200  | 7     | 28,57 | 28,57 | 56 | 84,48  |
| Cadre 71/2             | Zein Abdou             | –   | 0:2      | 58   | 7     | 8,28  | –     | 23 | 16,56  |
| Dreiband               | Johann Scherz          | –   | 2:0(2:0) | 30   | 30    | 1,000 | 1,000 | 4  | 113,93 |
| Dreiband               | Mohamed Diab           | –   | 0:2(0:2) | 13   | 29    | 0,448 | –     | 2  | 9,95   |

| Disziplin                 | Name                      | MP  | PP       | Pkt. | Aufn. | GD    | BED   | HS  | VGD    |
| ------------------------- | ------------------------- | --- | -------- | ---- | ----- | ----- | ----- | --- | ------ |
| (226,61) I vs. II (74,11) | (226,61) I vs. II (74,11) | 2:0 | 6:0      |      |       |       |       |     |        |
| Einband                   | Thomas Wildförster        | –   | 2:0      | 100  | 6     | 16,66 | 16,66 | 45  | 371,71 |
| Einband                   | Gerhard Ralis             | –   | 0:2      | 9    | 6     | 1,50  | –     | 4   | 8,33   |
| Cadre 71/2                | Wolfgang Zenkner          | –   | 2:0      | 200  | 8     | 25,00 | 25,00 | 111 | 73,33  |
| Cadre 71/2                | Kurt Mastny               | –   | 0:2      | 96   | 8     | 12,00 | –     | 37  | 28,00  |
| Dreiband                  | Günter Siebert            | –   | 2:0(2:1) | 41   | 31    | 1,322 | 1,322 | 6   | 234,80 |
| Dreiband                  | Johann Scherz             | –   | 0:2(1:2) | 36   | 30    | 1,200 | –     | 9   | 186,00 |

| Platz | Land          | MP  | PP   | VMGD   | BVMGD  |
| ----- | ------------- | --- | ---- | ------ | ------ |
| 1     | Deutschland I | 4:0 | 12:0 | 116,04 | 226,61 |
| 2     | Österreich II | 2:2 | 6:6  | 84,89  | 86,41  |
| 3     | Ägypten       | 0:4 | 0:12 | 22,36  | –      |

### Gruppe C
| Disziplin             | Name                  | MP  | PP       | Pkt. | Aufn. | GD    | BED   | HS | VGD    |
| --------------------- | --------------------- | --- | -------- | ---- | ----- | ----- | ----- | -- | ------ |
| (76,28) I vs. (29,20) | (76,28) I vs. (29,20) | 2:0 | 4:2      |      |       |       |       |    |        |
| Einband               | Willy Leman           | –   | 2:0      | 100  | 37    | 2,70  | 2,70  | 27 | 24,00  |
| Einband               | Armin Grimm           | –   | 0:2      | 98   | 37    | 2,64  | –     | 19 | 22,80  |
| Cadre 71/2            | Philippe Deraes       | –   | 0:2      | 122  | 20    | 6,10  | –     | 48 | 12,20  |
| Cadre 71/2            | Sotoris Psiskonis     | –   | 2:0      | 200  | 20    | 10,00 | 10,00 | 37 | 20,00  |
| Dreiband              | Raymond Steylaerts    | –   | 2:0(2:1) | 39   | 32    | 1,218 | 1,218 | 9  | 192,66 |
| Dreiband              | Jürg Hertli           | –   | 0:2(1:2) | 24   | 31    | 0,774 | –     | 3  | 44,80  |

| Disziplin              | Name                   | MP  | PP       | Pkt. | Aufn. | GD    | BED   | HS | VGD   |
| ---------------------- | ---------------------- | --- | -------- | ---- | ----- | ----- | ----- | -- | ----- |
| (50,50) II vs. (46,52) | (50,50) II vs. (46,52) | 2:0 | 4:2      |      |       |       |       |    |       |
| Einband                | Norbert Ohagen         | –   | 2:0      | 100  | 18    | 5,55  | 5,55  | 23 | 69,28 |
| Einband                | Armin Grimm            | –   | 0:2      | 83   | 18    | 4,61  | –     | 26 | 55,85 |
| Cadre 71/2             | Fabian Blondeel        | –   | 0:2      | 152  | 8     | 19,00 | –     | 77 | 53,33 |
| Cadre 71/2             | Sotoris Psiskonis      | –   | 2:0      | 200  | 8     | 25,00 | 25,00 | 66 | 73,33 |
| Dreiband               | Hans-Jürgen Kühl       | –   | 2:0(2:1) | 40   | 58    | 0,689 | 0,689 | 4  | 28,90 |
| Dreiband               | Jürg Hertli            | –   | 0:2(1:2) | 26   | 57    | 0,456 | –     | 3  | 10,40 |

| Disziplin                  | Name                       | MP  | PP       | Pkt. | Aufn. | GD    | BED   | HS | VGD    |
| -------------------------- | -------------------------- | --- | -------- | ---- | ----- | ----- | ----- | -- | ------ |
| (142,96) II vs. I (114,66) | (142,96) II vs. I (114,66) | 2:0 | 6:0      |      |       |       |       |    |        |
| Einband                    | Norbert Ohagen             | –   | 2:0      | 100  | 12    | 8,33  | 8,33  | 35 | 125,75 |
| Einband                    | Willy Leman                | –   | 0:2      | 92   | 12    | 7,66  | –     | 28 | 109,00 |
| Cadre 71/2                 | Fabian Blondeel            | –   | 2:0      | 200  | 5     | 40,00 | 40,00 | 67 | 117,14 |
| Cadre 71/2                 | Philippe Deraes            | –   | 0:2      | 191  | 5     | 38,20 | –     | 91 | 112,00 |
| Dreiband                   | Hans-Jürgen Kühl           | –   | 2:0(2:1) | 42   | 35    | 1,200 | 1,200 | 7  | 186,00 |
| Dreiband                   | Raymond Steylaerts         | –   | 0:2(1:2) | 35   | 34    | 1,029 | –     | 6  | 123,00 |

| Platz | Land           | MP  | PP   | VMGD   | BVMGD  |
| ----- | -------------- | --- | ---- | ------ | ------ |
| 1     | Deutschland II | 4:0 | 10:2 | 117,80 | 142,96 |
| 2     | Belgien I      | 2:2 | 4:8  | 77,96  | –      |
| 3     | Schweiz        | 0:4 | 4:8  | 30,09  | –      |

### Gruppe D
| Disziplin              | Name                   | MP  | PP       | Pkt. | Aufn. | GD     | BED    | HS  | VGD    |
| ---------------------- | ---------------------- | --- | -------- | ---- | ----- | ------ | ------ | --- | ------ |
| (293,04) I vs. (49,91) | (293,04) I vs. (49,91) | 2:0 | 4:2      |      |       |        |        |     |        |
| Einband                | Franz Stenzel          | –   | 2:0      | 100  | 14    | 7,14   | 7,14   | 32  | 96,80  |
| Einband                | Karsten Lieberkind     | –   | 0:2      | 90   | 14    | 6,42   | –      | 36  | 82,40  |
| Cadre 71/2             | Stephan Horvath        | –   | 2:0      | 200  | 1     | 200,00 | 200,00 | 200 | 686,66 |
| Cadre 71/2             | Dan Nielsen            | –   | 0:2      | 1    | 1     | 1,00   | –      | 1   | 2,00   |
| Dreiband               | Christoph Pilss        | –   | 0:2(1:2) | 36   | 38    | 0,947  | –      | 5   | 95,66  |
| Dreiband               | Kurt Thögersen         | –   | 2:0(2:1) | 33   | 39    | 0,846  | 0,846  | 5   | 65,33  |

| Disziplin               | Name                    | MP  | PP       | Pkt. | Aufn. | GD    | BED   | HS | VGD    |
| ----------------------- | ----------------------- | --- | -------- | ---- | ----- | ----- | ----- | -- | ------ |
| (96,24) II vs. (111,86) | (96,24) II vs. (111,86) | 2:0 | 4:2      |      |       |       |       |    |        |
| Einband                 | Frédéric Caudron        | –   | 2:0      | 100  | 12    | 8,33  | 8,33  | 27 | 125,75 |
| Einband                 | Karsten Lieberkind      | –   | 0:2      | 31   | 12    | 2,58  | –     | 14 | 21,60  |
| Cadre 71/2              | Willy Wesenbeek         | –   | 2:0      | 200  | 7     | 28,57 | 28,57 | 97 | 84,48  |
| Cadre 71/2              | Dan Nielsen             | –   | 0:2      | 28   | 7     | 4,00  | –     | 10 | 8,00   |
| Dreiband                | Josef Gijsels           | –   | 0:2(0:2) | 17   | 19    | 0,894 | –     | 3  | 78,50  |
| Dreiband                | Kurt Thögersen          | –   | 2:0(2:0) | 30   | 20    | 1,500 | 1,500 | 5  | 306,00 |

| Disziplin                  | Name                       | MP  | PP       | Pkt. | Aufn. | GD    | BED   | HS  | VGD    |
| -------------------------- | -------------------------- | --- | -------- | ---- | ----- | ----- | ----- | --- | ------ |
| (122,48) II vs.– I (82,82) | (122,48) II vs.– I (82,82) | 2:0 | 4:2      |      |       |       |       |     |        |
| Einband                    | Frédéric Caudron           | –   | 0:2      | 88   | 19    | 4,63  | –     | 24  | 56,14  |
| Einband                    | Franz Stenzel              | –   | 2:0      | 100  | 19    | 5,26  | 5,26  | 22  | 65,14  |
| Cadre 71/2                 | Willy Wesenbeek            | –   | 2:0      | 200  | 3     | 66,66 | 66,66 | 110 | 216,64 |
| Cadre 71/2                 | Stephan Horvath            | –   | 0:2      | 29   | 3     | 9,66  | –     | 17  | 19,32  |
| Dreiband                   | Josef Gijsels              | –   | 2:0(2:1) | 34   | 36    | 0,944 | 0,944 | 4   | 94,66  |
| Dreiband                   | Christoph Pilss            | –   | 0:2(1:2) | 40   | 35    | 1,142 | 1,142 | 8   | 164,00 |

| Platz | Land         | MP  | PP  | VMGD   | BVMGD |
| ----- | ------------ | --- | --- | ------ | ----- |
| 1     | Belgien II   | 4:0 | 8:4 | 94,23  | –     |
| 2     | Österreich I | 2:2 | 6:6 | 127,00 | –     |
| 3     | Dänemark     | 0:4 | 4:8 | 66,82  | –     |

### Halbfinale
| Disziplin                  | Name                       | MP  | PP       | Pkt. | Aufn. | GD    | BED   | HS  | VGD    |
| -------------------------- | -------------------------- | --- | -------- | ---- | ----- | ----- | ----- | --- | ------ |
| (171,70) I vs. II (159,41) | (171,70) I vs. II (159,41) | 2:0 | 4:2      |      |       |       |       |     |        |
| Einband                    | Thomas Wildförster         | –   | 2:0      | 100  | 7     | 14,28 | 14,28 | 45  | 303,71 |
| Einband                    | Frédéric Caudron           | –   | 0:2      | 84   | 7     | 12,00 | –     | 43  | 238,57 |
| Cadre 71/2                 | Wolfgang Zenkner           | –   | 2:0      | 200  | 6     | 33,33 | 33,33 | 141 | 98,08  |
| Cadre 71/2                 | Willy Wesenbeek            | –   | 0:2      | 105  | 6     | 17,50 | –     | 37  | 48,33  |
| Dreiband                   | Günter Siebert             | –   | 0:2(1:3) | 41   | 41    | 1,000 | –     | 6   | 113,33 |
| Dreiband                   | Josef Gijsels              | –   | 2:0(3:1) | 51   | 42    | 1,214 | 1,214 | 5   | 191,33 |

| Disziplin              | Name                   | MP  | PP       | Pkt. | Aufn. | GD    | BED   | HS | VGD   |
| ---------------------- | ---------------------- | --- | -------- | ---- | ----- | ----- | ----- | -- | ----- |
| (74,06) vs. II (68,23) | (74,06) vs. II (68,23) | 2:0 | 4:2      |      |       |       |       |    |       |
| Einband                | Antonio Oddo           | –   | 2:0      | 100  | 17    | 5,88  | 5,88  | 38 | 74,00 |
| Einband                | Norbert Ohagen         | –   | 0:2      | 73   | 17    | 4,29  | –     | 35 | 51,28 |
| Cadre 71/2             | Fonsy Grethen          | –   | 0:2      | 127  | 6     | 21,66 | –     | 62 | 62,20 |
| Cadre 71/2             | Fabian Blondeel        | –   | 2:0      | 200  | 6     | 33,33 | 33,33 | 86 | 98,08 |
| Dreiband               | Jorge Theriaga         | –   | 2:0(3:2) | 56   | 61    | 0,918 | 0,918 | 6  | 86,00 |
| Dreiband               | Hans-Jürgen Kühl       | –   | 0:2(2:3) | 49   | 60    | 0,816 | –     | 7  | 55,33 |

### Finalspiele
| Disziplin                   | Name                        | MP  | PP       | Pkt. | Aufn. | GD    | BED   | HS | VGD    |
| --------------------------- | --------------------------- | --- | -------- | ---- | ----- | ----- | ----- | -- | ------ |
| (231,38) II vs. II (153,91) | (231,38) II vs. II (153,91) | 2:0 | 4:2      |      |       |       |       |    |        |
| Einband                     | Frédéric Caudron            | –   | 2:0      | 100  | 5     | 20,00 | 20,00 | 52 | 467,14 |
| Einband                     | Norbert Ohagen              | –   | 0:2      | 49   | 5     | 9,80  | –     | 23 | 173,33 |
| Cadre 71/2                  | Willy Wesenbeek             | –   | 0:2      | 19   | 4     | 4,75  | –     | 7  | 9,50   |
| Cadre 71/2                  | Fabian Blondeel             | –   | 2:0      | 200  | 4     | 50,00 | 50,00 | 94 | 150,00 |
| Dreiband                    | Josef Gijsels               | –   | 2:0(3:1) | 54   | 42    | 1,285 | 1,285 | 6  | 217,50 |
| Dreiband                    | Hans-Jürgen Kühl            | –   | 0:2(1:3) | 45   | 42    | 1,071 | –     | 11 | 138,40 |

| Disziplin              | Name                   | MP  | PP       | Pkt. | Aufn. | GD    | BED   | HS  | VGD    |
| ---------------------- | ---------------------- | --- | -------- | ---- | ----- | ----- | ----- | --- | ------ |
| (196,98) vs. I (97,02) | (196,98) vs. I (97,02) | 2:0 | 6:0      |      |       |       |       |     |        |
| Einband                | Antonio Oddo           | –   | 2:0      | 100  | 12    | 8,33  | 8,33  | 46  | 125,75 |
| Einband                | Thomas Wildförster     | –   | 0:2      | 82   | 12    | 6,83  | –     | 22  | 90,60  |
| Cadre 71/2             | Fonsy Grethen          | –   | 2:0      | 200  | 4     | 50,00 | 50,00 | 130 | 150,00 |
| Cadre 71/2             | Wolfgang Zenkner       | –   | 0:2      | 74   | 4     | 18,50 | –     | 51  | 51,66  |
| Dreiband               | Jorge Theriaga         | –   | 2:0(3:2) | 64   | 42    | 1,523 | 1,523 | 12  | 315,20 |
| Dreiband               | Günter Siebert         | –   | 0:2(2:3) | 45   | 41    | 1,097 | –     | 4   | 148,80 |

## Abschlusstabelle
| Platz | Land           | Spiele | G-U-V | MP  | PP    | VMGD   | BVMGD  |
| ----- | -------------- | ------ | ----- | --- | ----- | ------ | ------ |
| 1     | Europa         | 4      | 4-0-0 | 8:0 | 18:6  | 106,79 | 196,98 |
| 2     | Deutschland I  | 4      | 3-0-1 | 6:2 | 16:8  | 114,12 | 226,61 |
| 3     | Belgien II     | 4      | 3-0-1 | 6:2 | 14:10 | 121,43 | –      |
| 4     | Deutschland II | 4      | 2-0-2 | 4:4 | 14:10 | 85,11  | 142,96 |
| 5     | Österreich I   | 2      | 1-0-1 | 2:2 | 6:6   | 127,00 | –      |
| 6     | Österreich II  | 2      | 1-0-1 | 2:2 | 6:6   | 84,89  | –      |
| 7     | Niederlande    | 2      | 1-0-1 | 2:2 | 6:6   | 72,23  | –      |
| 8     | Belgien I      | 2      | 1-0-1 | 2:2 | 4:8   | 77,96  | –      |
| 9     | Japan          | 2      | 0-0-2 | 0:4 | 4:8   | 77,04  | –      |
| 10    | Dänemark       | 2      | 0-0-2 | 0:4 | 4:8   | 66,82  | –      |
| 11    | Schweiz        | 2      | 0-0-2 | 0:4 | 4:8   | 30,09  | –      |
| 12    | Ägypten        | 2      | 0-0-2 | 0:4 | 0:12  | 22,36  | –      |

## Einzel-Ranglisten
| Platz | Name               | MP  | Pkte. | Aufn. | GD   | BED   | HS |
| ----- | ------------------ | --- | ----- | ----- | ---- | ----- | -- |
| 1     | Thomas Wildförster | 6:2 | 382   | 47    | 8,12 | 16,66 | 45 |
| 2     | Antonio Oddo       | 6:2 | 383   | 62    | 6,17 | 8,33  | 46 |
| 3     | Frédéric Caudron   | 4:4 | 372   | 43    | 8,65 | 20,00 | 52 |
| 4     | Norbert Ohagen     | 4:4 | 326   | 52    | 6,26 | 8,33  | 35 |
| 5     | Franz Stenzel      | 4:0 | 200   | 33    | 6,06 | 7,14  | 32 |
| 6     | Hans Vultink       | 4:0 | 200   | 44    | 4,54 | 6,66  | 34 |
| 7     | Gerhard Ralis      | 2:2 | 109   | 26    | 4,19 | 5,00  | 23 |
| 8     | Willy Leman        | 2:2 | 192   | 52    | 3,69 | 2,70  | 28 |
| 9     | Karsten Lieberkind | 0:4 | 121   | 26    | 4,65 | –     | 36 |
| 10    | Mohsen Fouda       | 0:4 | 147   | 42    | 3,50 | –     | 15 |
| 11    | Armin Grimm        | 0:4 | 181   | 55    | 3,29 | –     | 26 |
| 12    | Tadashi Machida    | 0:4 | 139   | 47    | 2,95 | –     | 22 |

| Platz | Name              | MP  | Pkte. | Aufn. | GD    | BED    | HS  |
| ----- | ----------------- | --- | ----- | ----- | ----- | ------ | --- |
| 1     | Fabian Blondeel   | 6:2 | 752   | 23    | 32,69 | 50,00  | 94  |
| 2     | Fonsy Grethen     | 6:2 | 727   | 23    | 31,60 | 50,00  | 130 |
| 3     | Wolfgang Zenkner  | 6:2 | 674   | 30    | 22,46 | 33,33  | 141 |
| 4     | Willy Wesenbeek   | 4:4 | 524   | 20    | 26,20 | 66,66  | 110 |
| 5     | Jos Bongers       | 4:0 | 400   | 15    | 26,66 | 33,33  | 125 |
| 6     | Sotoris Psiskonis | 4:0 | 400   | 28    | 14,28 | 25,00  | 66  |
| 7     | Stephan Horvath   | 2:2 | 229   | 4     | 57,25 | 200,00 | 200 |
| 8     | Kurt Mastny       | 2:2 | 296   | 15    | 19,73 | 28,57  | 56  |
| 9     | Philippe Deraes   | 0:4 | 313   | 25    | 12,52 | –      | 91  |
| 10    | Zein Abdou        | 0:4 | 189   | 19    | 9,94  | –      | 26  |
| 11    | Konichi Tsuji     | 0:4 | 142   | 16    | 8,87  | –      | 57  |
| 12    | Dan Nielsen       | 0:4 | 29    | 8     | 3,62  | –      | 10  |

| Platz | Name               | MP  | SP   | Pkte. | Aufn. | GD    | BED   | HS |
| ----- | ------------------ | --- | ---- | ----- | ----- | ----- | ----- | -- |
| 1     | Josef Gijsels      | 6:2 | 10:3 | 156   | 139   | 1,122 | 1,285 | 6  |
| 2     | Jorge Theriaga     | 6:2 | 10:6 | 187   | 170   | 1,100 | 1,523 | 12 |
| 3     | Günter Siebert     | 4:4 | 7:7  | 157   | 140   | 1,121 | 1,322 | 6  |
| 4     | Hans-Jürgen Kühl   | 4:4 | 7:8  | 176   | 195   | 0,902 | 1,200 | 11 |
| 5     | Yoshihiko Mano     | 4:0 | 4:1  | 73    | 61    | 1,196 | 1,200 | 5  |
| 6     | Kurt Thögersen     | 4:0 | 4:1  | 63    | 59    | 1,067 | 1,500 | 5  |
| 7     | Johann Scherz      | 2:2 | 3:2  | 66    | 60    | 1,100 | 1,200 | 9  |
| 8     | Raymond Steylaerts | 2:2 | 3:3  | 74    | 66    | 1,121 | 1,218 | 9  |
| 9     | Christoph Pilss    | 0:4 | 2:4  | 76    | 73    | 1,041 | –     | 8  |
| 10    | Jürg Hertli        | 0:4 | 2:4  | 50    | 88    | 0,568 | –     | 3  |
| 11    | Dick Jaspers       | 0:4 | 1:4  | 50    | 55    | 0,909 | –     | 4  |
| 12    | Mohamed Diab       | 0:4 | 0:4  | 18    | 88    | 0,327 | –     | 2  |